# La Veloce
La Veloce, ufficialmente La Veloce Navigazione Italiana a vapore, è stata una compagnia di navigazione italiana fondata nel 1884 e assorbita da Navigazione Generale Italiana nel 1924.

## Storia

### Origini (1884 - 1891)

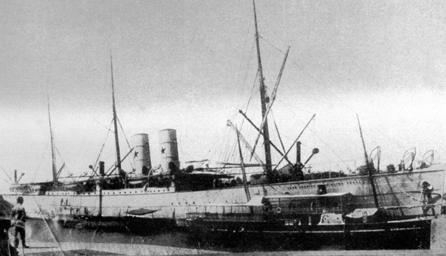
Il piroscafo Nord America nei colori de La Veloce.

La società trasse le sue origini dalla  G.B. Lavarello, compagnia di navigazione fondata nel 1857 e attiva nei collegamenti tra Genova e il Rio de la Plata. La G.B. Lavarello dovette essere messa in liquidazione il 28 febbraio 1883, in seguito a un periodo di difficoltà economiche rese insostenibili dal naufragio, avvenuto il 2 gennaio 1883, del piroscafo Nord America. La flotta della compagnia (costituita dai piroscafi Sud America, Europa e Colombo, poi Napoli) fu presa in gestione da alcuni soci dell'azienda in liquidazione, il cavaliere Matteo Bruzzo (tesoriere del comune di Genova) e i marchesi Giacomo Filippo Durazzo Pallavicini e Marco Durazzo Adorno, i quali il 13 giugno 1883 costituirono allo scopo la società Matteo Bruzzo & C.. Per recuperare terreno sulla concorrenza, che aveva messo in servizio piroscafi di stazza e velocità molto superiori a quelli della ex-Lavarello, Bruzzo acquistò nel 1883 il piroscafo Stirling Castle, di 4 826 tonnellate di stazza lorda. Il piroscafo, appositamente costruito per il trasporto di tè e capace dell'allora notevole velocità di 17 nodi, fu sottoposto a lavori per aggiungere delle sistemazioni per passeggeri, entrando poi in servizio sulla linea del Plata con il nome di Nord America a fine settembre (o novembre) 1883. 
A inizio 1884 la compagnia ampliò la flotta con un secondo piroscafo adibito alla linea del Plata, il Matteo Bruzzo (già Golconde), di 3 930 tonnellate di stazza e capace di trasportare 32 passeggeri in prima classe, 20 in seconda e 1 350 emigranti a una velocità di 13 nodi. Il 24 aprile dello stesso anno per la gestione della flotta fu costituita la società in accomandita La Veloce, con direttore Marcello Durazzo Adorno. 
Nel novembre 1884 il Matteo Bruzzo, sul quale era scoppiata un'epidemia di colera che causò una ventina di vittime, fu respinto dalle autorità uruguagie a Montevideo e dovette tornare in Europa, rimanendo isolato fino al 25 gennaio dell'anno seguente e riprendendo servizio solo il 25 marzo. Nel 1885 la Navigazione Generale Italiana, che aveva assorbito le flotte Raggio e Piaggio, conquistò una quota maggioritaria del traffico di migranti verso il Sud America, trasportando circa 25 000 passeggeri contro i circa 15 000 de La Veloce; un simile risultato si ripeté l'anno successivo. Pur vedendosi rifiutata dallo Stato italiano una sovvenzione richiesta per l'acquisto di cinque piroscafi, nel 1887 La Veloce acquistò tre navi gemelle da circa 4 300 tonnellate di stazza, costruite nel 1883 per effettuare collegamenti tra il Regno Unito e il Messico e fermate dopo pochi viaggi per lo scarso successo commerciale ottenuto. Ribattezzati Duchessa di Genova, Duca di Galliera e Vittoria, entrarono in servizio sulla linea del Plata tra novembre e dicembre 1887. Il 31 dicembre 1887 fu costituita la nuova società anonima La Veloce, che assorbì le attività dell'omonima società in accomandita; il capitale sociale fu portato a 15 000 000 di lire, ma alla società non presero parte i figli di Giobatta Lavarello, che in seguito fondarono una compagnia di navigazione indipendente.
Nel 1888 La Veloce trasportò 33 129 emigranti verso il Sud America, sul totale di 100 102 partiti dall'Italia. L'anno fu però caratterizzato da due gravi incidenti: il 3 settembre il Matteo Bruzzo, in navigazione verso l'Argentina con 1694 passeggeri a bordo, fu speronato dal piroscafo francese Salvador; nell'urto persero la vita due donne. Tre mesi più tardi, il Sud America naufragò dopo una collisione con il piroscafo francese France presso Las Palmas, con 54 vittime tra passeggeri e membri dell'equipaggio. L'anno seguente la compagnia, la cui maggioranza delle azioni era nel frattempo stata acquistata da banche tedesche, prese quindi a noleggio quattro piroscafi per sostituire i due persi; tuttavia, il colpo di stato avvenuto in Brasile causò una netta riduzione del traffico di migranti, tanto che nel 1890 La Veloce chiuse il bilancio con una perdita di oltre 470 000 Lire. Le navi noleggiate furono restituite; a ottobre La Veloce acquistò un piroscafo di costruzione tedesca, che ribattezzò Sud America in memoria dell'unità persa due anni prima.

### L'acquisizione della Lavarello (1891 - 1901)
Nel 1891 La Veloce acquistò la flotta della fallita Fratelli Lavarello, costituita da quattro piroscafi (Rio de Janeiro, Las Palmas, Montevideo e Rosario); la flotta de La Veloce divenne così, con 13 piroscafi, la seconda in Italia dopo quella della Navigazione Generale Italiana. Nel 1893 il Napoli (già Colombo) si incagliò presso Ilha Grande: non ci furono vittime, ma la nave fu persa. Nello stesso anno l'Europa fu venduto per la demolizione. Nel 1894 le unità già dei Lavarello furono impiegate per aprire una nuova linea verso l'America Centrale e le Antille, con capolinea a Genova e Colón. Nel luglio 1896 fu approvata la legge 318, contenente provvedimenti a favore della marina mercantile e dei cantieri navali. La Veloce ordinò quindi cinque piroscafi ai cantieri navali Odero di Genova: due (Centro America e Venezuela) da 3 300 tonnellate di stazza e destinati alla rotta del Centro America, due (Città di Milano e Città di Torino) da 3 850 tonnellate di stazza e destinati principalmente al trasporto di merci ed emigranti, e infine un piroscafo di dimensioni maggiori (Savoia), il primo a doppia elica costruito in Italia, che si alternò con il Nord America sulla linea per il Plata. Tutti questi piroscafi entrarono in servizio tra il 1897 e il 1898; nello stesso periodo, furono venduti ad armatori esteri i piroscafi Rosario, Rio de Janeiro e Città di Genova, il Montevideo e il Sud America furono venduti per la demolizione, mentre il Matteo Bruzzo fu rinominato Città di Genova. La vendita delle unità ex-Lavarello portò alla chiusura della linea per il Centro America. Nel 1899 fu poi venduto per la demolizione anche il Vittoria, incendiatosi mentre era in navigazione verso il Sud America.
Sempre nel 1899 il Duca di Galliera rimase per undici giorni alla deriva nell'Atlantico, dopo aver imbarcato acqua per la rottura dell'asse portaelica; soccorso dal piroscafo inglese Phoenician, fu poi rimorchiata a Genova per le riparazioni. Nello stesso 1899 La Veloce chiuse per il terzo anno consecutivo il bilancio in perdita; il direttore generale Giancarlo Bruzzo, figlio di Matteo, fu sostituito dal dottor Ernest Brockmann, segnalando la completa presa di controllo delle banche tedesche sulla società. 
Nel 1900 furono acquistati due piroscafi inglesi, Etruria (già Halifax City) e Piemonte (già Saint John City), con lo scopo di aprire una linea diretta per le Antille; sfumata questa possibilità per via del rifiuto di una sovvenzione da parte dello Stato italiano, le due unità furono spostate sulla linea per il Centro America. Nel 1901 il Nord America, sottoposto l'anno precedente ad importanti lavori di ristrutturazione per adattarlo al trasporto di emigranti, aprì il collegamento tra Genova e New York insieme al Duchessa di Genova.

### L'acquisizione da parte della N.G.I. (1901 - 1915)

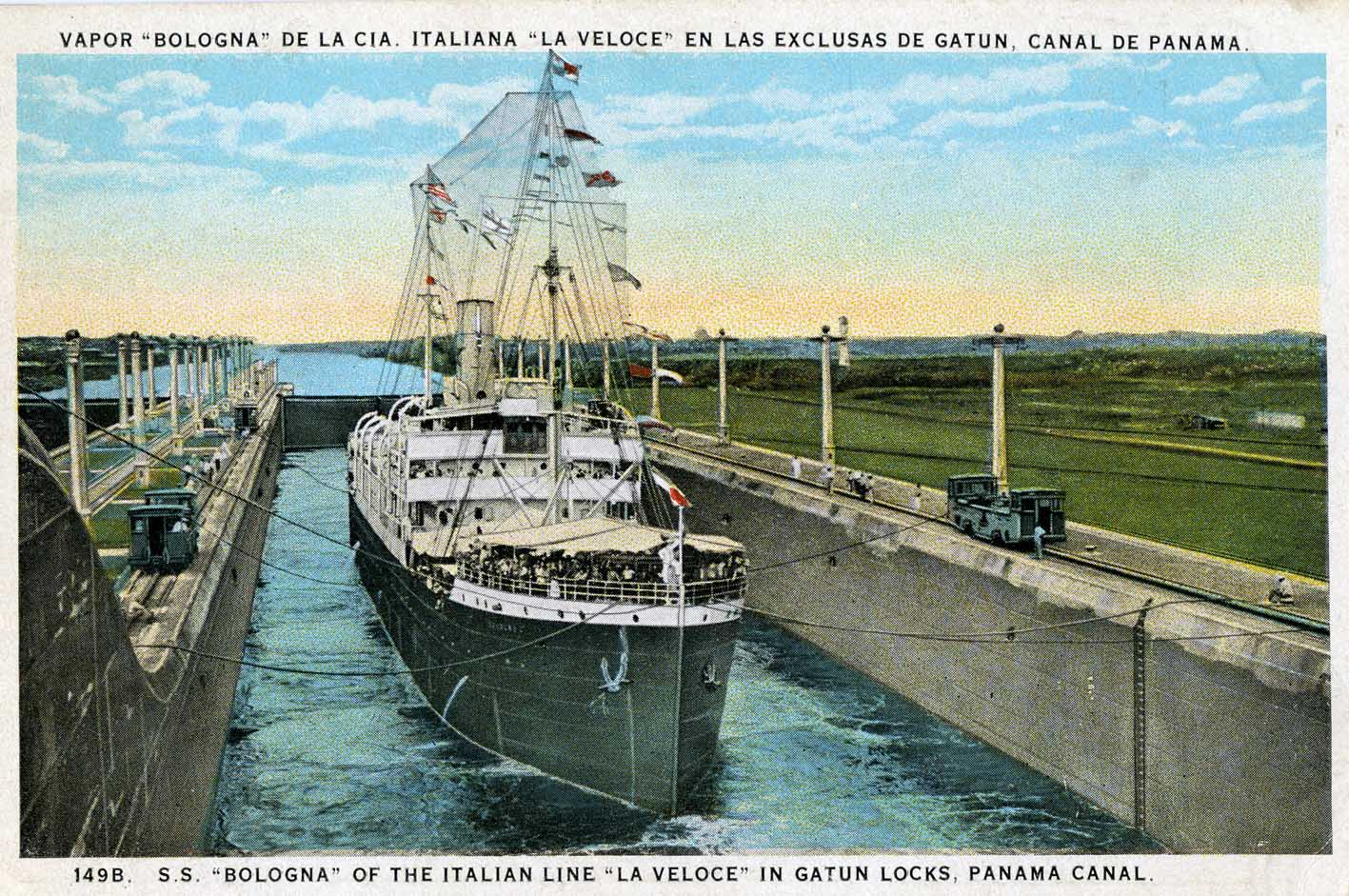
Il piroscafo Bologna de La Veloce attraversa le chiuse del canale di Panama: il piroscafo fu il primo di bandiera italiana ad attraversare il canale.

Nel 1901 l'andamento negativo dei bilanci della compagnia spinse gli azionisti tedeschi a cedere le proprie quote, che furono acquistate dalla Banca Commerciale Italiana e dalla Navigazione Generale Italiana in seguito a una riduzione del capitale sociale. L'anno seguente, la compagnia acquistò dalla Holland Amerika Lijn il piroscafo Maasdam, rinominato Vittoria e poi Città di Napoli, che fu destinato a sostituire il Duchessa di Genova sulla linea per New York.
Nel 1903 La Veloce cedette alla N.G.I. i piroscafi Etruria, Piemonte e Las Palmas, ricevendo in cambio il piroscafo Washington. Quest'ultimo fu destinato, insieme al Venezuela e al Centro America, alla linea per l'America Centrale, ripresa nello stesso anno dopo cinque anni di sospensione; nel 1905 la linea fu destinataria, visto il buon andamento nel numero di passeggeri trasportati, di una sovvenzione da parte dello Stato italiano. Nel frattempo, per svecchiare la flotta nel marzo 1905 la compagnia ordinò a tre diversi cantieri italiani tre piroscafi da circa 5 000 tonnellate di stazza lorda, Argentina, Italia e Brasile, che furono tutti varati nell'estate 1905 ed entrarono in servizio nell'inverno seguente. Nello stesso periodo, il Duchessa di Genova e il Duca di Galliera furono venduti per la demolizione. Il Città di Genova fu venduto invece per la demolizione nel 1907, anno nel quale il Washington fu restituito alla N.G.I. insieme al Venezuela e al Centro America; queste ultime due unità furono sostituite, sulla linea per il Centro America, dal Città di Milano e dal Città di Torino.
Sempre nel 1907 fu consegnato il nuovo piroscafo Europa, da 7 870 tonnellate di stazza, che entrò in servizio sulla linea per New York il 7 maggio; rispetto alle tre unità consegnate nel 1905, prive di refettori per i migranti e in generale di concezione piuttosto antiquata, il nuovo piroscafo fu un deciso passo avanti. Nel 1909 entrarono poi in servizio altri due nuovi piroscafi, Oceania e America, di quasi 9 000 tonnellate di stazza, capaci di trasportare ben 2 400 passeggeri, in larga parte migranti. In vista della consegna delle due nuove unità, il Nord America fu tolto dalla linea per New York e destinato al trasporto di sole merci verso il Plata. Nel dicembre 1910, mentre effettuava questo servizio, si incagliò nei pressi di Capo Spartel; fu in seguito recuperato e demolito a Genova.
Tra il 1911 e il 1912 lo Stato italiano requisì per alcuni mesi il Città di Torino, l'America e l'Europa, impiegandoli come trasporti truppe durante la guerra italo-turca. Nello stesso periodo, l'America e l'Italia furono cedute alla N.G.I., che trasferì a La Veloce i piroscafi Duca di Genova e Umbria. Sempre nel 1912 il Brasile fu ceduto ad una compagnia francese, mentre l'Oceania fu rinominato Stampalia.
Nel 1913, in conseguenza della nuova convenzione con lo Stato italiano che prevedeva l'uso sulla linea del Centro America di piroscafi di stazza superiore alle 4 000 tonnellate, il Città di Milano e il Città di Torino furono spostati alla linea del Plata, venendo sostituiti dal Bologna e dal Siena prelevati dalla società Italia; a quest'ultima passarono invece l'Argentina, rinominato Brasile, e l'Umbria, ribattezzato San Paolo. Città di Milano e Città di Torino rimasero ancora poco tempo in servizio per La Veloce, venendo ceduti, alla fine del 1913, alla SITMAR. Alla vigilia dell'entrata dell'Italia nella prima guerra mondiale la flotta de La Veloce era costituita da sei piroscafi, uno dei quali, il Savoia, tolto dai traffici transatlantici e destinato a una linea tra Genova e Barcellona.

### Gli ultimi anni (1914 - 1924)
Con lo scoppio della prima guerra mondiale, La Veloce e le altre compagnie impegnate sulle linee transatlantiche ridussero i viaggi; all'entrata in guerra dell'Italia i piroscafi della compagnia furono in gran parte requisiti. Tre unità non sopravvissero alla guerra: il Siena fu cannoneggiato e affondato da un sommergibile il 4 agosto 1916, con 46 vittime; lo Stampalia fu affondato da un sommergibile dieci giorni più tardi, mentre il Duca di Genova fu silurato e portato a incagliarsi il 6 febbraio 1918. Al termine del conflitto la flotta de La Veloce risultò quindi ridotta ai soli Bologna, Europa e Savoia, quest'ultimo convertito in piroscafo merci. Nel 1919 fu acquistato un secondo piroscafo merci, il War Joy, rinominato Vittorio Veneto e destinato principalmente al trasporto di carbone dagli Stati Uniti d'America. Nello stesso 1919 la linea per il Centro America fu prolungata fino a Valparaiso attraverso il canale di Panama. Nel dopoguerra La Veloce rimase di fatto ridotta alla gestione di questa linea e di alcune navi merci; nel 1920 furono acquistati altri due piroscafi merci, l'Albaro e il Dalmazia.
Nel 1922 l'Europa fu ceduto alla N.G.I., venendo sostitutito dal Caserta del Lloyd Italiano, che fu ribattezzato Venezuela e destinato alla linea per il Centro America; il Savoia fu invece venduto per la demolizione. Con la compagnia ormai del tutto controllata dalla N.G.I., la gestione indipendente delle poche navi rimaste risultò non più giustificabile economicamente: nel settembre 1924 fu quindi decisa la liquidazione della compagnia, le cui navi furono trasferite alla N.G.I.. 

## Livrea
Le navi della compagnia avevano scafo cenerino e sovrastrutture in mogano chiaro; i fumaioli erano in giallo chiaro, con una stella a cinque punte rossa.

## Flotta
La tabella seguente presenta in ordine cronologico le navi che prestarono servizio per La Veloce. Non sono incluse le unità noleggiate. Salvo ove diversamente indicato, tutti i dati per ciascuna nave sono tratti dalla fonte indicata nella colonna "Nome". 
| Classe          | Nome               | Tipo            | Anno di costruzione | Stazza lorda (tsl) | Passeggeri | Anni di servizio per La Veloce | Note                                                                    |
| --------------- | ------------------ | --------------- | ------------------- | ------------------ | ---------- | ------------------------------ | ----------------------------------------------------------------------- |
| Sud America     | Sud America (1)    | piroscafo misto | 1872                | 2 209              | 875        | 1884 - 1888                    | Naufragato dopo collisione con il piroscafo francese France             |
| Sud America     | Europa (1)         | piroscafo misto | 1873                | 2 236              | 875        | 1884 - 1893                    | Venduto per la demolizione                                              |
| -               | Colombo            | piroscafo misto | 1871                | 1 865              | 944        | 1884 - 1893                    | Dal 1887 ribattezzato Napoli Incagliato presso Ilha Grande              |
| -               | Nord America       | piroscafo misto | 1882                | 4 826              | 1 672      | 1884 - 1913                    | Incagliato nel 1910 e demolito tre anni dopo                            |
| -               | Matteo Bruzzo      | piroscafo misto | 1882                | 3 930              | 1 402      | 1884 - 1907                    | Dal 1901 Città di Genova (2)                                            |
| Tamaulipas      | Vittoria           | piroscafi misti | 1883                | 4 290              | 1 300      | 1887 - 1899                    | Venduto per demolizione dopo gravi danni per incendio                   |
| Tamaulipas      | Duca di Galliera   | piroscafi misti | 1883                | 4 304              | 1 300      | 1887 - 1905                    | Venduto per la demolizione                                              |
| Tamaulipas      | Duchessa di Genova | piroscafi misti | 1883                | 4 304              | 1 300      | 1887 - 1906                    | Venduto per la demolizione                                              |
| -               | Sud America (2)    | piroscafo misto | 1868                | 3 185              |            | 1890 - 1898                    | Venduto per la demolizione                                              |
| -               | Las Palmas         | piroscafo misto | 1886                | 1 862              | 1 040      | 1891 - 1903                    | Ceduto alla N.G.I.                                                      |
| -               | Rio de Janeiro     | piroscafo misto | 1889                | 1 916              | 1 040      | 1891 - 1899                    | Ceduto alla S.G.T.M.V. come Alsace                                      |
| -               | Montevideo         | piroscafo misto | 1869                | 3 196              |            | 1891 - 1898                    | Venduto per la demolizione                                              |
| -               | Rosario            | piroscafo misto | 1887                | 1 957              | 1 040      | 1891 - 1899                    | Venduto alla Cie. de Navigation Mixte come Djurdjura                    |
| Centro America  | Centro America     | piroscafi misti | 1897                | 3 358              | 888        | 1897 - 1907                    | Ceduti alla N.G.I.                                                      |
| Centro America  | Venezuela (1)      | piroscafi misti | 1898                | 3 340              | 888        | 1898 - 1907                    | Ceduti alla N.G.I.                                                      |
| -               | Savoia             | piroscafo misto | 1897                | 4 377              | 920        | 1897 - 1922                    | Convertito in piroscafo merci nel 1918 venduto per demolizione nel 1922 |
| Città di Milano | Città di Milano    | piroscafi misti | 1897                | 3 848              | 1 420      | 1897 - 1913                    | Ceduti alla SITMAR                                                      |
| Città di Milano | Città di Torino    | piroscafi misti | 1898                | 3 848              | 1 420      | 1898 - 1913                    | Ceduti alla SITMAR                                                      |
| -               | Etruria            | piroscafo misto | 1894                | 2 281              | 120        | 1900 - 1903                    | Ceduti alla N.G.I.                                                      |
| -               | Piemonte           | piroscafo misto | 1895                | 2 491              | 120        | 1900 - 1903                    | Ceduti alla N.G.I.                                                      |
| Argentina       | Argentina          | piroscafi misti | 1906                | 5 298              | 1 375      | 1906 - 1913                    | Dal 1912 Brasile (2) Ceduto all'Italia Società di Navigazione           |
| Argentina       | Brasile (1)        | piroscafi misti | 1905                | 5 025              | 1 375      | 1905 - 1912                    | Ceduto alla Compagnie Générale Transatlantique                          |
| Argentina       | Italia             | piroscafi misti | 1905                | 5 018              | 1 375      | 1905 - 1912                    | Ceduto alla N.G.I.                                                      |
| -               | Europa (2)         | piroscafo misto | 1908                | 7 870              | 1 516      | 1908 - 1922                    | Ceduto alla N.G.I.                                                      |
| America         | America            | piroscafi misti | 1909                | 8 996              | 2 500      | 1909 - 1911                    | Ceduto alla N.G.I.                                                      |
| America         | Oceania            | piroscafi misti | 1909                | 8 999              | 2 500      | 1909 - 1916                    | Dal 1912 Stampalia Affondato da un sommergibile nel 1916                |
| -               | Duca di Genova     | piroscafo misto | 1908                | 7 893              | 1386       | 1912 - 1918                    | Silurato e portato a incagliarsi presso capo Canet                      |
| Regione         | Umbria             | piroscafo misto | 1902                | 5 260              | 1 466      | 1912 - 1913                    | Ceduto alla N.G.I.                                                      |
| -               | Bologna            | piroscafo misto | 1905                | 4 680              | 1 360      | 1913 - 1924                    | Ceduto alla N.G.I.                                                      |
| -               | Siena              | piroscafo misto | 1905                | 4 372              | 1 360      | 1913 - 1916                    | Cannoneggiato e affondato da un sommergibile il 4 agosto 1916           |
| -               | Vittorio Veneto    | piroscafo merci | 1918                | 4 595              | -          | 1918 - 1924                    | Ceduto alla N.G.I.                                                      |
| -               | Albaro             | piroscafo merci | 1890                | 2 868              | -          | 1920 - 1924                    | Ceduto alla cilena F.J. Castilla                                        |
| -               | Dalmazia           | piroscafo merci | 1920                | 6 468              | -          | 1920 - 1924                    | Ceduto alla Parodi & Corrado                                            |
| -               | Venezuela (2)      | piroscafo misto | 1904                | 6 938              | 1 600      | 1922 - 1924                    | Ceduto alla N.G.I.                                                      |